# إبراهيم زكزكي
إبراهيم يعقوب زكزكي (5 مايو 1953)، هو زعيم ديني نيجيري شيعي بارز في نيجيريا، سُجن عدة مرات بسبب نضاله ضد نظام الفساد في بلاده. يؤمن أن الإسلام وحده هو الذي يمكنه تقديم حل للمشاكل الاجتماعية والسياسية المعقدة، والتي أدت على مر السنين إلى ركود خطط التنمية في البلاد. أعرب زكزكي في محاضرة ألقاها بمناسبة أسبوع الشيخ عثمان بن فوديو (مايو 2023) الذي نظمه المنتدى العلمي للحركة الإسلامية، عن التزامه بمواصلة الجهاد الذي بدأه عثمان بن فوديو حتى يصبح الإسلام هو الدين الحاكم ليس فقط في نيجيريا بل في غرب أفريقيا بأكملها. وفي محاضرة ألقاها بنفس المناسبة في سوكوكو (20 مايو 2023)، ذكر أحد أنصاره وهو الدكتور ناصر هاشم، إن رؤية زكزاكي هي الأمل الوحيد لأفريقيا.
الشيخ زكزكي هو رئيس الحركة الإسلامية في نيجيريا التي أسسها في أواخر السبعينيات عندما كان طالبًا في جامعة أحمدو بيلو، وبدأ بنشر الإسلام الشيعي في عام 1979 تقريبًا، في وقت الثورة الإيرانية - التي شهدت الإطاحة بالنظام الملكي في إيران واستبداله بجمهورية إسلامية بقيادة آية الله الخميني. اعتقد زكزاكي أن إنشاء جمهورية على أسس دينية مماثلة في نيجيريا سيكون ممكنًا، وقد اعتقل عدة مرات بسبب اتهامات بالعصيان المدني أو التمرد في ظل الأنظمة العسكرية في نيجيريا خلال الثمانينيات والتسعينيات، وما زال ينظر إليه بعين الريبة أو التهديد من قبل السلطات النيجيرية. وفي ديسمبر 2015، داهم الجيش النيجيري مقر إقامته في زاريا، وأصابه بجروح خطيرة، وقتل المئات من أتباعه. ومنذ ذلك الحين، ظل رهن الاحتجاز الحكومي في عاصمة البلاد في انتظار إطلاق سراحه، والذي صدر في أواخر عام 2016. وفي عام 2019، منحته محكمة في ولاية كادونا كفالة هو وزوجته للحصول على العلاج في الخارج، لكنهما عادا من الهند بعد 3 أيام فقط بسبب المعاملة غير العادلة والقيود الصارمة من قبل عناصر الأمن المنتشرين في المنشأة الطبية.
أمرت المحكمة العليا في ولاية كادونا مؤخرًا بالإفراج الفوري عنه بعد 2055 يومًا من الاحتجاز غير القانوني، حيث استمر احتجازه لمدة ست سنوات تقريبًا. ورفضت إدارة أمن الدولة منحه وثائق سفره لتلقي العلاج الطبي لمدة عامين تقريبًا، ومؤخرًا أعادت دائرة الهجرة النيجيرية إصدار جوازات سفره هو وزوجته.

## النشأة وتعليمه

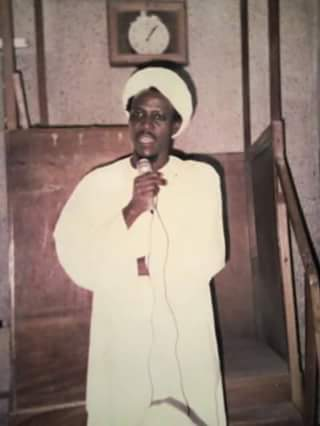
الشيخ إبراهيم زكزاكي في 1990

ولد إبراهيم زكزاكي في 5 مايو 1953 (الموافق 15 شعبان 1372 هجرية) في زاريا بولاية كادونا. التحق بالمدرسة العربية الإقليمية في زاريا (1969-1970)، ثم التحق بمدرسة الدراسات العربية في كانو من 1971-1976، حيث حصل على شهادة "الصف الثاني"، تابع دراسته في جامعة أحمدو بيلو في زاريا (1976-1979) حيث حصل على درجة البكالوريوس من الدرجة الأولى في الاقتصاد. وعلى الرغم من إنجازاته الأكاديمية، حرمته إدارة الجامعة من شهادته بسبب انخراطه في أنشطة إسلامية. كان زكزاكي نشطا في الاتحاد الإسلامي الطلابي طوال سنوات دراسته الجامعية، حيث شغل منصب الأمين العام لجمعية الطلاب المسلمين في نيجيريا في الحرم الجامعي الرئيسي للجامعة (1977/1978)، وأصبح فيما بعد نائب الرئيس (للشؤون الدولية) للهيئة الوطنية عام 1979.
وفي العام نفسه، قيل أن زكزكي استلهم بشدة من أحداث الثورة الإيرانية عام 1979، وكان يطمح إلى إحداث تحول مماثل في وطنه. وفي وقت لاحق، سافر الزكزاكي إلى إيران، وأصبح في نهاية المطاف شيعيا. وفي الداخل، أصبح زعيمًا للحركة الإسلامية في نيجيريا وحولها إلى وسيلة للتبشير وكسب الأتباع في التسعينيات. ونتيجة لأنشطته، تحول عدد كبير من الأشخاص إلى الإسلام الشيعي في بلد لم يكن به أي عدد من السكان الشيعة.

## أفكاره ونشاطاته
تأثر إبراهيم الزكزكي بأفكار سيد قطب وروح الله الخميني. بدأ بنشاطاته الدينية والاجتماعية المختلفة في بداية شبابه. واهتم بقضايا الأمة الإسلامية. أسس مع أصدقائه (رابطة شباب المسلمين)، ومن خلال هذه الحركة بدأت نشاطاته الحركية. في أواخر السّبعينات بدأت تنشأ تدريجياً حركة شبابية دينية ذات طابع إسلامي بحت في نيجيريا ـــ داخل الجامعات الوطنية والمؤسسات التعليمية ـــ عبر اتحاد الطلاب المسلمين (M.S.S)، والزكزكي كان قائد هذه الحركة.
كانت الأفكار السائدة في نيجيريا آنذاك هي الشيوعية والرّأسمالية وغيرها، ولم توجد فكرة الإسلام أصلا. وفي هذه الظروف العويصة انتقلت الحركة الإسلامية من إطار الجامعات إلى أوساط الشعب النيجيري تدريجياً (في مطلع الثمانينات)، حيث نالت قبولاً واسعاً.
تأسس الزكزكي:
1. مؤسسة الشهداء: سنة 1992 في مدينة زاريا وهدفه الخدمات لأبناء الشهداء والأيتام والأرامل.
2. مؤسسة الزهراء الخيرية: سنة 2010 وكان هدفها الأساسي تقديم الخدمات الاجتماعية والإنسانية مثل حفر الآبار ومد انابيب المياه والإفراج عن السجناء ودعم المحتاجين.
3. الحركة الإسلامية النيجيرية: أهدافها إنسانية ودينية وخدمية اجتماعية وإعلامية ومن أهم نجاحاتها وانجازاتها هو تغيير نَظْرَة الكثير من أفراد الشعب النيجيري تجاه المذهب الشيعي وأهل البيت.

## مجزرة زاريا
في يوم السبت 12/12/2015 حاصر عدد من رجال الشرطة الحسينية في مدينة «زاريا» التي كان يتم فيها التحضير لمراسم ولادة الرسول الأكرم (ص) التي تبدأ من أول ربيع الأول كما كل عام وبدأوا بإطلاق النار فسقط العشرات من الرجال والنساء والأطفال قتلى وعدد من الجرحى، بعدها خرجت النساء بالتكبيرات والنداءات فقاموا بسوق عدد منهنّ إلى أحد مراكز الجيش فتبين فيما بعد أنه تم قتلهنّ ولم تعرف أعدادهم.
وقُتل في هذه الفترة الشيخ محمد محمود توري ومعه الدكتور مصطفى سعيد، الطبيب الخاص للزكزكي الذي كان قد رافقه 37 عاماً. بالإضافة إلى شهادة عدد من القياديين في الحركة ويقدر عدد الشهداء ما يزيد عن 300. وأدّت الاعتداءات إلى تدمير الحسينية على يد قوات الجيش التي استخدمت الدبابات والآليات العسكرية والقنابل بالإضافة إلى الاعتداء على الملتحقين بالمراسم من المدن الأخرى فقد أُوقِفت سياراتهم وقتلوا في مكانهم.
تقول الدكتورة نصيبة نجلة الشيخ زكزكي في تصريح أدلت به لقناة «برس تي في» حول عدد قتلى الحادث انها سمعت بان عدد القتلى بلغ 450 شخصا وانه قيل لها بأن هنالك أجساد 300 شخص فقط في المستشفى وانهم يتوقعون بان يبلغ العدد الكُلّي ألف شهيد، وأضافت بأن والديها أصيبا بجراح خلال الأحداث الدموية الأخيرة التي جرت في مدينة «زاريا»، وإلى أنّ مجزرة حقيقية قد وقعت، حيث قتلت وأصابت قوات الجيش الكثير من الأفراد المتواجدين في المكان، وأن الجثث كانت متناثرة وملقاة على الأرض كما أنّ هذه القوات أخذت معها البعض من الذين بقوا أحياء وأطلقت النار عليهم وأردتهم قتلى في مكان اخر.

### ردود فعل تجاه مجزرة زاريا واعتقال الزكزكي
- خرج عشرات الآلاف من أنصار الحركة الإسلامية في الأيام التي تلت المجزرة، وذلك في شوارع مدن: كانو، كادونا، باووشي، كاتسينا وغومبا احتجاجا على استشهاد وجرح مئات المدنيين واعتقال زعيم المسلمين من أتباع أهل البيت (ع) الشيخ إبراهيم زكزكي.
- وأصدر الدكتور علي أكبر ولايتي -الأمين العام للمجمع العالمي للصحوة الإسلامية- بياناً بمناسبة فاجعة المسلمين في نيجيريا والممارسات اللاإنسانية التي أقدم عليها الجيش النيجيري بقتله المسلمين العُزّل بصورةٍ مروعةٍ، وقال «يبدو أن المسيرات المليونية التي خرجت في نيجيريا بمناسبة أربعينية الإمام الحسين (ع) أثارت غضب بعض الجماعات السنية ما أدى إلى وقوع الكارثة، داعيا الحكومة في هذا البلد إلى اتخاذ اجراءاتٍ عاجلة لمعاقبة مسببي الكارثة».
- من جانبه اكد المرجع سماحة آية الله الشيخ ناصر مكارم شيرازي على ضرورة الإفراج عن الأمين العام للحركة الإسلامية في نيجيريا الشيخ زكزكي ومحاكمة العناصر التي ارتكبت الجريمة البشعة بحق الشيعة في نيجيريا وانزال العقوبة بحقهم.
- وفي العراق اكد الشيخ يوسف الحمداني مدير مكتب جماعة علماء العراق في البصرة، بأن هناك هجمةً شرسةً على الإسلام يُراد منها تشويه الصورة الحقيقية للإسلام خدمة للغرب وأميركا و«إسرائيل»، معتبرا استهداف الشيعة في نيجيريا ياتي ضمن هذا المسلسل التآمري الطويل.
- هذا واعتبرت عصائب أهل الحق، أن ما يحدث في نيجيريا تطهير عرقي وإبادة لجزء كبير ومهم من سكان هذا البلد الأفريقي، فيما طالبت المجتمع الدولي بالقيام بواجبها في الحفاظ على الحقوق والحريات.[17]
- تجمعات احتجاجية أمام السفارة النيجيرية في لندن وفي العراق واستنكار ودعوة للتظاهر من قبل مقتدى الصدر في العراق واستنكار الناطق باسم «كتائب حزب الله ـ العراق» عن ممارسات الأجهزة الأمنية النيجرية.[19]

## تبرئة من التهم
زكزكي، المحتجز بنيجيريا في عام 2015، برأته محكمة نيجيرية في نهاية المطاف في عام 2021 من التهم الموجهة إليه.

## حياته الخاصة

### نسبه
هو إبراهيم بن يعقوب بن علي بن تاج الدين بن حسين، الملقّب بالزكزكي نسبة لمدينة زكزو. جده حسين ملقب بالإمام، عالم، متقي. أصله من مملكة مالي ولكن هاجر إلى الهوسا لينضم إلى صفوف المجاهدين. وقائدهم هو عثمان بن فودي. بعد انتصار المجاهدين الشيخ عثمان انتخب الحسين وزيراً ومستشاراً لمندوبه الشيخ موسي. بمرور الزمن اختلطت أسرتا الحسين وموسى بسبب المصاهرة حتى أصبحت أسرة واحدة وانتقلت إلى الحكم والسلطة في زكزو جيلاً بعد جيل حتى اليوم.

### عائلته
قُتل ثلاثة من أبنائه وهم: أحمد، وحميد، وعلي عندما أقدمت الشرطة النيجيرية على إطلاق النار على تظاهرة سلمية مؤيدة للقدس الشريف سنة 2014.